# Miguel Ángel Loayza Ríos
Miguel Ángel Loayza Ríos (Loreto, 21 de juny de 1940 - 19 d'octubre de 2017) fou un futbolista peruà de la dècada de 1960.

## Trajectòria
Fou conegut amb els sobrenoms de "El Maestrito" (El Petit Mestre) a l'Argentina, i "El Mago" (El Mag) a Colòmbia. Debutà al club Ciclista Lima el juny de 1957. Dos anys més tard participà amb la selecció peruana a la Copa Amèrica de 1959, on marcà 5 gols en 6 partits. El 17 de maig del mateix any jugà un partit enfront Anglaterra, en el qual Perú guanyà per 4 a 1. Aquest brillant començament de carrera el portà a fitxar pel FC Barcelona el 1959, però no s'adaptà al futbol europeu i una temporada més tard abandona el club, restant pràcticament inèdit. Retornà a Amèrica on visqué una brillant carrera. Destacà principalment a l'Argentina, on jugà als clubs Huracán, Boca Juniors, Rosario Central i River Plate. Acabà la seva carrera al Deportivo Cali de Colòmbia.

## Partits

### Primera Divisió
| Equip           | Temporades | Partits | Gols | Mitjana |
| --------------- | ---------- | ------- | ---- | ------- |
| Ciclista Lima   | 1957-1959  | ?       | ?    | ?       |
| FC Barcelona    | 1959-1960  | 0       | 0    | 0       |
| Boca Juniors    | 1961-1963  | 26      | 9    | 0.34    |
| Rosario Central | 1964       | 18      | 4    | 0.22    |
| Huracán         | 1965       | 29      | 6    | 0.20    |
| River Plate     | 1966       | 25      | 9    | 0.36    |
| Huracán         | 1967-1968  | 46      | 25   | 0.54    |
| Deportivo Cali  | 1969-1971  | 52      | 25   | 0.48    |
| Total           | 1957-1971  | 196     | 79   | 0.40    |

### Copa Libertadores
| Equip          | Temporades | Partits | Gols |
| -------------- | ---------- | ------- | ---- |
| River Plate    | 1966       | 13      | 7    |
| Deportivo Cali | 1969       | 10      | 8    |
| Deportivo Cali | 1970       | 8       | 3    |
| Total          | 1966-1970  | 31      | 18   |

## Palmarès
FC Barcelona
- Copa de les Ciutats en Fires:
  - 1958-60
- Lliga espanyola:
  - 1959-60

Boca Júniors
- Primera Divisió Argentina
  - 1962

Deportivo Cali
- Lliga colombiana de futbol
  - 1969, 1970